# Мацапура Сергій Степанович
Сергій Степанович Мацапура  (15 лютого 1919 — 17 березня 1998) — радянський військовик-танкіст, Герой Радянського Союзу (1945).

## Життєпис
Народився 15 лютого 1919 року в селі Гдень (нині в Брагінському районі, Гомельська область, південна Білорусь) у селянській родині. Закінчив 7 класів. Працював трактористом у колгоспі.
З листопада 1939 року в РСЧА.
На фронтах Німецько-радянської війни з 1941 року.
Особливо відзначився у січні 1945 року. Механік-водій танку 49-ї гвардійської танкової бригади 2-го гвардійського танкового корпусу 2-ї гвардійської танкової армії (1-й Білоруський фронт) гвардії старшина С.Мацапура з 14 по 23 січня на своєму танку з боями пройшов 500 км не зробивши жодної вимушеної зупинки. Загалом його танк відпрацював 186 мотогодин. Брав участь у захопленні міст: Блендув, Сохачев, Любень та Іновроцлав (Польща).
16 січня 1945 року при захопленні міста Сохачев стрімко увірвавшись до міста, вогнем і гусеницями знищив: автомашин — 16, гармат — 1, мінометів — 4, кулеметів — 6, солдат та офіцерів — 65 чол.
При захоплені міста Любень екіпажем його танку знищено 2 літаки з льотним складом.
22 січня 1945 року в боях за місто Іновроцлав, в складі групи із 4 танків стрімко захопив центр міста, залізничну станцію та аеродром противника. Після чого вийшовши за західну частину міста і пересік шосейні дороги, чим відрізали шляхи відступу противнику. Усю ніч, ведучи бій в розташуванні ворога у західній частині Іновроцлава утримав західну окраїну міста до підходу своєї частини. В цих боях екіпажем танку знищено: паротяг — 1, літаків — 3, автомашин — 15, солдат і офіцерів противника — 49 чол.
Після війни, в 1947 році демобілізований.
В 1951 році закінчив курси при Володимирській офіцерській школі МВС СРСР. Служив у МВС СРСР.
З 1965 року капітан міліції С. С. Мацапура вийшов у запас. Працював у Москві випробувачем на науково-виробничому об'єднані.

## Звання та нагороди
27 лютого 1945 року Сергію Степановичу Мацапурі присвоєно звання Героя Радянського Союзу.
Також нагороджений:
- орденом Леніна
- орденом Вітчизняної війни І ступеня
- орденом Червоної Зірки
- медалями

## Праці
- «Товариш сержант»/ Москва, 1976